# Martin Rathke
Martin Heinrich Rathke, né le 25 août 1793 à Dantzig et mort le 3 septembre 1860 à Königsberg, est un embryologiste et anatomiste prussien.
Il est notable pour avoir donné son nom à la poche de Rathke (de).